# Isoperla berthelemyi
Isoperla berthelemyi är en bäcksländeart som beskrevs av Ignac Sivec och Dia 2002. Isoperla berthelemyi ingår i släktet Isoperla och familjen rovbäcksländor. Inga underarter finns listade i Catalogue of Life.